# Scurrula rugulosa
Scurrula rugulosa är en tvåhjärtbladig växtart som beskrevs av George Don jr. Scurrula rugulosa ingår i släktet Scurrula och familjen Loranthaceae. Inga underarter finns listade i Catalogue of Life.